# Föreningen Idla

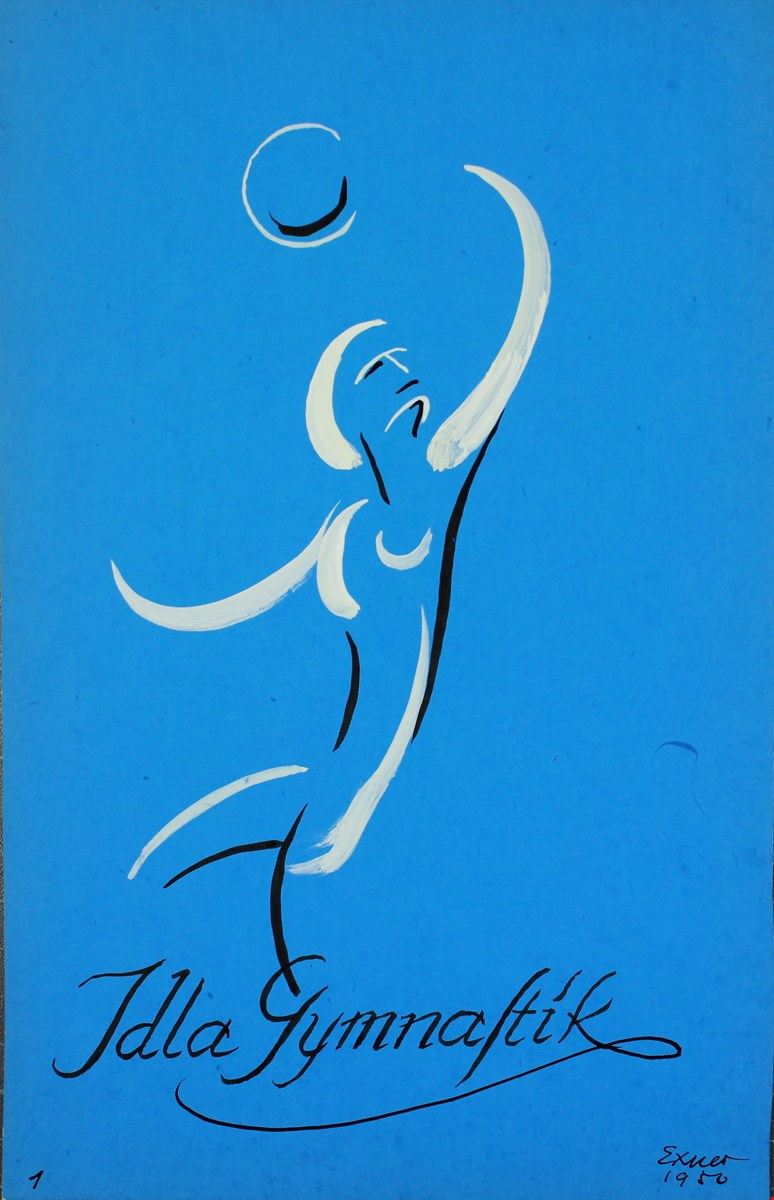
Skiss av idlagymnast med boll 1950

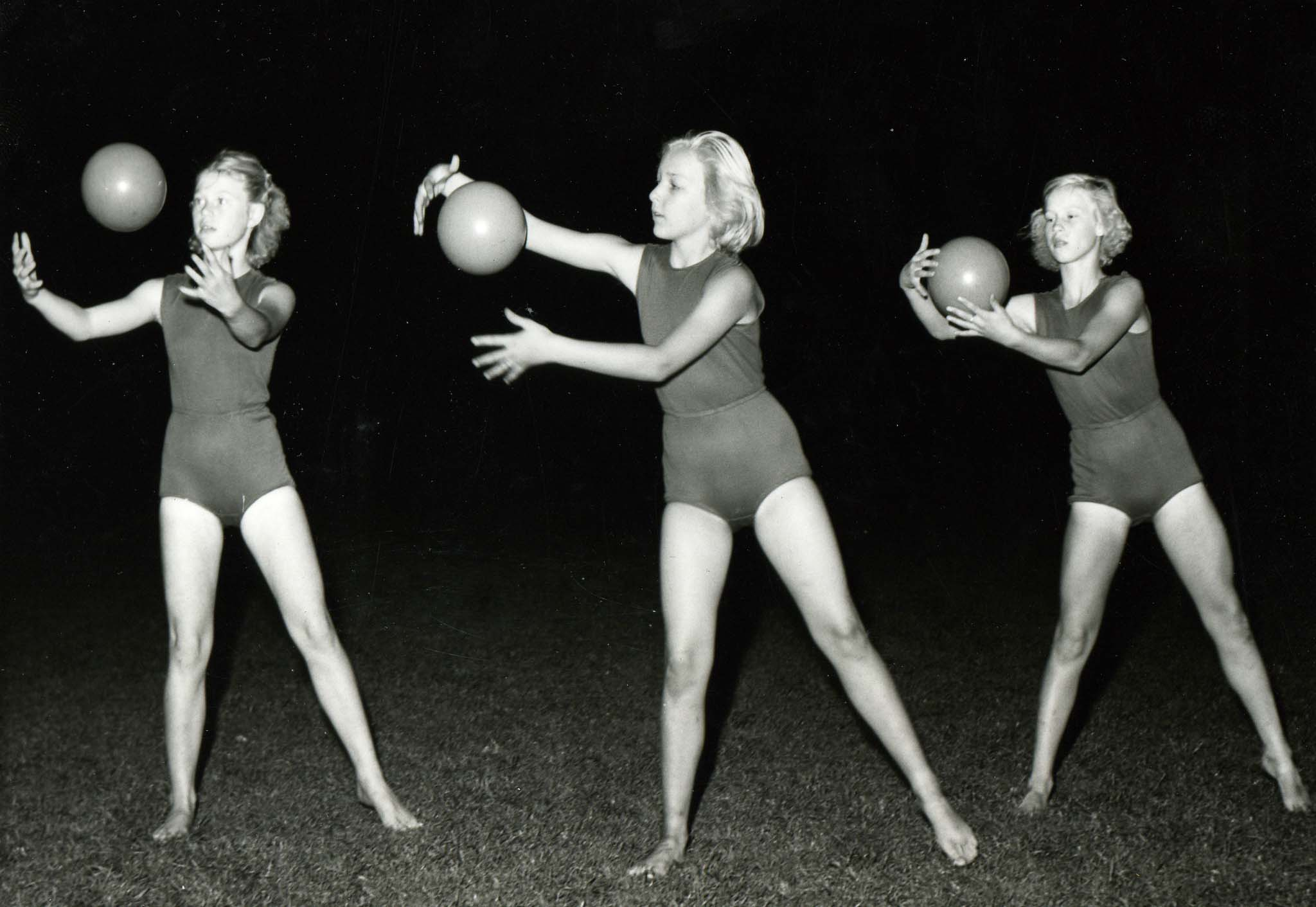
Idlaflickor med bollar, någon gång 1950–1965

Föreningen Idla (fram till 1977 Idlaflickorna) är en svensk gymnastikgrupp som grundades av estländaren Ernst Idla på 1940-talet. Föreningen Idla ägnar sig åt uppvisningsgymnastik med upp till tre bollar.
Idlaflickorna fick sitt genombrott 1949 på den andra Lingiadens ljusfester. Under 50- och 60-talen turnerade Idla över hela världen. Bland annat genomförde de 1954, efter en inbjudan från den argentinska staten, en tre månader lång turné i Argentina. Efter en tre veckor lång båtresa uppträdde de på såväl landsbygd som storstad. I Buenos Aires uppträdde de bland annat för president Juan Peron i presidentpalatset. På senare år har Idla bland annat uppträtt på kungen av Tongas 80-årsdag 1999, och deltagit i de estniska spelen i Tallinn 2006.    
År 2012 uppträdde Idlas representationsgrupp på Estlands självständighetsfirande i Stockholm med en temakavalkad bestående av ett tema från varje decennium, med start på 40-talet och fram till idag, till hyllning för Ernst Idla.  
År 2015 fyllde föreningen 70 år och firade detta med en stor jubileumsuppvisning den 17 maj samma år. Senare, i september, uppträdde de med teman från jubileet på Ekebyhovs slott på Ekerö.  
År 2024 uppträdde Idlas representationsgrupp i Estland på XXIV Tallinna võimlemispidu "Mine Metsa" på Kalevi stadion den 26 maj.   

## Idla internationellt
De senaste åren har Idla börjat återföras till Estland, där det nu finns ett antal grupper. Sommaren 2006 åkte svenska Idlaflickor till Tallinn där de uppträdde tillsammans med 4 500 andra gymnaster under Päeva Rütmid, en gymnastikuppvisning organiserad av den estniska sportföreningen Kalev. Den estniska föreningen, som heter Idla Eesti Selts, håller regelbunden kontakt med den svenska föreningen.   
Idlametoden infördes på Nya Zeeland av Emmi Tökke-Bellwood, och i Kanada av Evelyn Koop 1951 och Arvo Tiidus, alla tre med ett förflutet hos Ernst Idla. 
I Sverige finns dessutom Stockholmsflickorna och Malmöflickorna, som båda startats av före detta Idlaflickor och sedan utvecklats oberoende av både varandra och Idlaflickorna.